# Kornis György
Kornis György (Miskolc, 1927. február 26. – Budapest, 2011. március 27.) festőművész.

## Tanulmányai, munkássága
Kornis György Párizsban az École Nationale Supérieure des Beaux-Arts-on, Szenes Árpád tanítványaként végezte művészeti tanulmányait. Már eközben díszleteket tervezett a Párizsi Opera számára.
1953-ban tért vissza Magyarországra. 1957-től a Fiatal Művészek Stúdiójának volt tagja. 1980 és 1990 között Bécsben élt és dolgozott, majd elsősorban Budapesten alkotott.
Művei a bécsi Albertina, a bécsi Secession, a bécsi MUMOK Ludwig Stiftung, a Magyar Nemzeti Galéria, a pécsi Modern Képtár  és a Louvre gyűjteményén túl a Passau-i és Menton-i Modern Művészetek Múzeumában is megtalálhatók.
Tagja volt a Magyar Képzőművészeti Alapnak, a Magyar és az Osztrák Képzőművész Szövetségnek, valamint Salzburgi székhelyű Tudományok és Művészetek Európai Akadémiájának.
Budapesten műveinek állandó kiállítóhelye, a Budai Várban van. Az Úri utca 42. alatt, abban a házban, ahol élt és dolgozott, található Műterem Galéria.  

## Életútja dátumokban
- 1946-1949 a Párizsi Operaház díszlettervezője volt
- 1952-ben visszatért Budapestre
- 1957-től a Fiatal Művészek Stúdiójának tagja volt
- 1988-2002 Bécsben élt, és dolgozott
- 1994 óta az Európai Tudományos és Művészeti Akadémia tagja - Bécs
- 1997 megkapta a Magyar Köztársasági Érdemrend tisztikeresztje kitüntetést
- 2002-ben visszatért Budapestre

## Művei közgyűjteményekben
- Louvre, Párizs
- Magyar Nemzeti Galéria
- Keresztény Múzeum, Esztergom
- Museum für Moderne Kunst, Bécs
- Ludwig Stiftung, Bécs
- T-Art Alapítvány, Budapest
- Modern Magyar Képtár, Pécs
- Fondation Jaques Brel, Brüsszel
- Musée D'Art Moderne, Menton
- Albertina, Graphische Sammlung, Bécs
- Museum Moderner Kunst, Passau